# Waldemar Krzyżewski
Waldemar Antoni Krzyżewski (ur. 13 lipca 1953 r. w Przasnyszu) – lekarz weterynarii, działacz społeczny, kolekcjoner, przedsiębiorca.
Syn Tadeusza i Danuty z Grotkowskich. Absolwent Liceum Ogólnokształcącego w Przasnyszu (matura 1972) i Wydziału Weterynaryjnego SGGW w Warszawie (dyplom 1978). W 1994 uzyskał na Wydziale Weterynaryjnym SGGW stopień doktora nauk weterynaryjnych na podstawie pracy Historia weterynarii Ziemi Przasnyskiej w XIX i XX wieku (promotor - prof. dr hab. Jan Tropiło). 
Po odbyciu studiów odbył wstępny staż pracy w lecznicy dla zwierząt w Przasnyszu. Następnie pracował na stanowisku ordynatora lecznicy dla zwierząt w Krzynowłodze Małej (1978–1982). W listopadzie 1982 r. przeniesiony został na równorzędne stanowisko do lecznicy dla zwierząt w Przasnyszu (pracował tam do 1989 r.). W latach 1989–1990 sprawował urząd Naczelnika Miasta Przasnysza, następnie przez cztery lata był radnym miejskim w Przasnyszu i przewodniczącym Komisji Rolnictwa RM. Od 1990 r. prowadzi prywatną praktykę lekarsko-weterynaryjną. Jest właścicielem przedsiębiorstwa zaopatrującego rolników w nawozy, pasze dla zwierząt i sprzęt.
Od 1981 r. członek NSZZ Solidarność i przewodniczący komisji zakładowej. Prezes Towarzystwa Przyjaciół Ziemi Przasnyskiej w latach 1986–1991 i 2001–2011 (obecnie członek Zarządu TPZP). Inicjator budowy wielu pomników w Przasnyszu i okolicach, współtwórca Galerii Św. Stanisława Kostki w Rostkowie (2000), właściciel prywatnego Muzeum Weterynarii. Wydał Listy z Syberii (1997). W 2004 odznaczony Srebrnym Krzyżem Zasługi za zasługi w działalności na rzecz społeczności lokalnej. Laureat Medalu Stanisława Ostoi-Kotkowskiego za rok 2012 w kategorii Medal Honorowy.

## Wydane i opracowane publikacje książkowe
- Historia weterynarii Ziemi Przasnyskiej w XIX i XX w., Przasnysz 1994;
- Listy z Syberii, Przasnysz 1997 (wyd. i oprac.);
- Poeta pędzla i dłuta. Andrzej Staszewski, Krzynowłoga Mała 2010 (wstęp);
- Rzemiosło przasnyskie w 1954 roku, Przasnysz 2014 (oprac.);
- Prof. dr Marian Chomiak. Okruchy pamięci, 2016;
- Aleksander Kakowski posłaniec wolności. Zeszyt dokumentacyjny, Warszawa 2017 (oprac.);
- Józef Krzyżewski z Przasnysza i jego potomkowie, Przasnysz 2019 (oprac.);
- Kurpie na XX-wiecznych widokówkach ze zbiorów Muzeum Weterynarii Wiesławy i Waldemara Krzyżewskich w Przasnyszu. Katalog wystawy, Przasnysz 2021 (oprac.);
- Eugeniusz Jastrzębski "Sęp" żołnierz ZWZ-AK, 2022;
- Poszli nasi w bój bez broni... Katalog wystawy, Przasnysz 2023 (wstęp);
- Stefan Gołębiowski nauczyciel Miejskiego Koedukacyjnego Gimnazjum w Przasnyszu 1925-1939, Przasnysz 2023 (oprac.);
- Por. Zygmunt Olkowski żołnierz września 1939, Przasnysz 2024 (oprac.);
- Bartnictwo w powiecie przasnyskim (Zachodnia Kurpiowszczyzna), Przasnysz 2024 (oprac.).